# William Ormsby-Gore (2. baron Harlech)
William Richard Ormsby-Gore (ur. 3 marca 1819, zm. 26 czerwca 1904) – brytyjski arystokrata i polityk. Pochodził ze Shropshire. Wykształcenie odebrał w Eton College. Później wstąpił do British Army, gdzie uzyskał rangę majora 13. pułku lekkich dragonów.
W 1841 został wybrany do Izby Gmin z okręgu Sligo jako deputowany Partii Konserwatywnej. W Parlamencie zasiadał do 1852 r. 17 maja 1858 r. wygrał wybory uzupełniające w okręgu Leitrim i ponownie zasiadł w Izbie Gmin. Ormsby-Gore zakupił majątek ziemski w Derrycarne niedaleko Dromod i dosłużył się w tym hrabstwie wielu urzędów – min. Wielkiego Szeryfa w 1865 r. i Lorda Namiestnika w 1878 r.
W 1876 r. starszy brat Williama, John, został mianowany baronem Harlech. Ponieważ John nie miał potomków, tytuł barona został specjalnym aktem przeniesiony na Williama i jego potomków. 1. baron Harlech zmarł niecałe pół roku po utworzeniu tytułu. Nowym baronem został William, który dzięki uzyskaniu tytułu mógł zasiadać w Izbie Lordów jako par Zjednoczonego Królestwa.
10 września 1850 r. poślubił lady Emily Charlotte Seymour (1835, zm. 10 stycznia 1892), córkę admirała George’a Seymoura i Georginy Berkeley, córki admirała George’a Berkeley'a. William i Emily mieli razem czterech synów i dwie córki:
- Mary Georgina Ormsby-Gore (zm. 28 sierpnia 1937), żona pułkownika Alfreda Egertona, miała dzieci
- Emily Ormsby-Gore (zm. 12 lipca 1929), żona Hugh Fortescue, 4. hrabiego Fortescue, miała dzieci
- William Seymour Ormsby-Gore (27 grudnia 1852 – maj 1853)
- George Ralph Charles Ormsby-Gore (21 stycznia 1855 – 8 maja 1938), 3. baron Harlech
- major Henry Arthur Ormsby-Gore (ur. 18 marca 1857, zm. 12 marca 1921)
- Seymour FitzRoy Ormsby-Gore (ur. 18 stycznia 1863, zm. 10 listopada 1950)